# Mazda RT24-P
Chronologie des modèles
La Mazda RT24-P est une voiture de course conçue, développée et fabriquée par Riley, Multimatic et Mazda sur une base de Riley Mk. 30. La voiture a tout d'abord été confiée à l'écurie américaine SpeedSource, un partenaire de longue date de Mazda dans les championnats automobiles américains. A la vue des résultats, Mazda stoppa sa participation au championnat WeatherTech United SportsCar et sa collaboration avec SpeedSource en Juillet 2017 et annonça la signature d'un partenariat à partir de la saison 2018 avec le Joest Racing.

## Développement du prototype
Le principal problème rencontré dans la conception de la Mazda RT24-P est dû au fait que pour concevoir une voiture répondant à la réglementation DPi, celle-ci doit être basé sur un des 4 châssis homologués pour la catégorie LMP2 du Championnat du monde d'endurance FIA, c'est-à-dire Dallara, Ligier, Oreca ou Riley/Multimatic. Du fait que trois de ces constructeurs sont basés en Europe et que la vision de Mazda était que les constructeurs européens n'étaient pas adaptés pour développer une voiture DPi, Riley/Multimatic a été retenue pour développer la Mazda RT24-P. Cette décision a eu un impact sur le planning du projet car tant que la Riley Mk. 30 n'était pas terminée et validée, il n'était pas possible de finaliser la Mazda RT24-P même si certains composants de la voiture étaient conçus. La carrosserie de la voiture de course a été développée par les designers de Mazda en se basant sur la philosophie de conception du KODO, l'âme du mouvement. KODO représente l'instant où l'énergie devient mouvement, comme la beauté musculaire quand un animal saute ou un humain saute dans l'action. Le moteur retenu pour la voiture est un moteur en ligne de 4 cylindres turbocompressé Mazda doté d'une cylindré de 1 998 cm3. Il est développé par la société britannique AER et est dénommé MZ-2.0T. La plupart des équipes utilisent un système électronique Cosworth pour leur DPi/LMP2. Mazda a pris la décision d'utiliser son propre système. Le planning original prévoyait de prendre la piste en septembre 2016 mais cela n'a pu se faire avant novembre 2016. La présentation de la voiture a été au Los Angeles Auto Show.

La première saison ne fût pas à la hauteur des attentes et Mazda pris la décision de mettre un terme à celle-ci en juillet 2017 pour se concentrer sur la prochaine saison. L'autre décision majeure a été de confier le programme à Joest Racing. Multimatic a aussi pris en charge le développement exclusif du châssis, et a mis en place l'ancien désigner Lola, Julian Sole. L'une des premières actions lancées a été un réagencement général du poste de pilotage et de l'arrière de la voiture en termes de refroidissement et de disposition des suspensions. Le problème de surchauffe sur la première génération de Mazda RT24-P avait conduit à des solutions plutôt inhabituelles. Un autre travail a alors consisté donc à améliorer la conception interne de la voiture ainsi que la circulation de l'air.

## Pilotes
- Jonathan Bomarito
- Marino Franchitti
- James Hinchcliffe
- Oliver Jarvis
- Tom Long
- Joel Miller
- Tristan Nunez
- Spencer Pigot
- René Rast
- Harry Tincknell

## Palmarès
- Vainqueur des 6 Heures de Watkins Glen 2019.
- Vainqueur du Grand Prix de Mosport 2019.
- Vainqueur du Road America 500 2019.
- Vainqueur du WeatherTech 240 2020.
- Vainqueur des 12 Heures de Sebring 2020.
- Vainqueur des 6 Heures de Watkins Glen 2021.
- Vainqueur du Petit Le Mans 2021